# Alexandre Grine

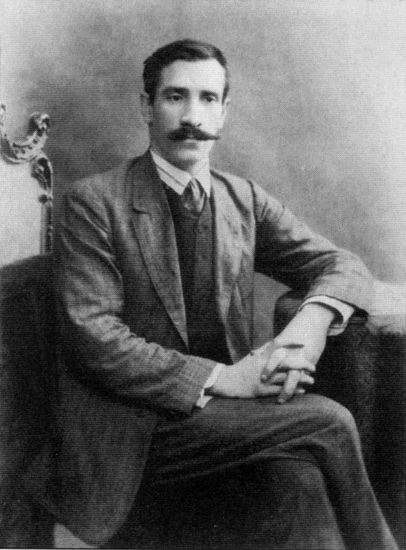
Alexandre Grine (1910)

Alexandre Grine (en russe : Александр Грин) de son vrai nom Alexandre Stepanovitch Grinievski (en russe : Александр Степанович Гриневский) est un écrivain russe représentant du réalisme romantique. Il est né à Slobodskoï (Russie) le 11 août 1880 (23 août dans le calendrier grégorien) et décède d'un cancer de l'estomac à Stary Krym (URSS) le 8 juillet 1932.

## Biographie
Né à Slobodskoï, dans le gouvernement de Viatka (aujourd'hui oblast de Kirov), Alexandre Grine avait un père polonais (Stefan Gryniewski 1843-1914) issu de la petite noblesse polonaise du gouvernement de Wilna qui fut exilé à cause de son opposition au régime impérial, lors du soulèvement de janvier 1863. Sa mère, Anna, née Lepkova (1857-1895), était russe et mourut lorsqu'il était dans sa treizième année. Alexandre Grine avait deux sœurs, Antonina née en 1887 morte à Varsovie en 1969 et Ekaterina née en 1889 et morte en 1968 à Orenbourg, et un frère Boris né en 1894 et mort en 1949 à Léningrad.
Le jeune Alexandre rêvait de devenir marin à la faveur de lectures à propos d'explorateurs et de grands navigateurs. Il fit même des tentatives de fugues du domicile paternel. Il abandonna ses études en 1896 après avoir passé 4 années à l'école municipale de Viatka et se rendit à Odessa qui était alors un port cosmopolite et moderne de l'Empire russe. Il erra quelque temps à la recherche d'un travail et parvint à se faire engager sur un bateau faisant la navette entre Odessa et Batoumi sur la mer Noire. Ensuite il devint pêcheur, bûcheron, orpailleur dans l'Oural et enfin soldat.
Il prit parti alors pour le mouvement socialiste révolutionnaire (SR) et déserta. Commencèrent des années d'activisme révolutionnaire. En 1903, il fut arrêté par la police en raison de ses activités de propagande auprès des marins de Sébastopol. Il fit une tentative de fuite et fut condamné à deux ans de prison qu'il n'effectua qu'en partie grâce à une amnistie impériale.
Il fut arrêté de nouveau en 1906 et cette fois condamné à quatre ans de prison à effectuer à Tourinsk, dans le gouvernement de Tobolsk. Mais il réussit à s'enfuir pour Viatka et sous une fausse identité à s'installer à Moscou. Il y écrivit son premier ouvrage engagé Le service du soldat Panteleïev sous les initiales ASG, mais l'ouvrage, jugé séditieux, fut confisqué. Il publia en 1908 sous le pseudonyme d'Alexandre Grine Chapeau invisible, qui retraçait des histoires de révolutionnaires. Peu à peu, Alexandre Grine conquit un public intéressé par son engagement révolutionnaire et fit paraître dans l'Empire régulièrement romans et nouvelles entre 1909 et 1916, se passant dans des pays imaginaires, pour lesquels le lecteur faisait vite le parallèle avec la situation de l'Empire russe finissant. En 1912, il se fixa à Saint-Pétersbourg, où il écrivit essentiellement des récits.
Grine fut exilé en 1916 dans le Grand-duché de Finlande, qui vivait ses derniers moments dans l'Empire. Dès les premiers jours de la révolution de Février, il se rendit à Petrograd — l'ancienne Saint-Pétersbourg et future Leningrad — afin de participer aux manifestations. Il écrivit au printemps A pied vers la révolution, mais les événements allaient le décevoir. Il combattit dans l'Armée rouge en 1919 pendant la guerre civile, mais fut frappé par le typhus. Il retourna à Petrograd et grâce à l'entremise de Gorki réussit à obtenir une chambre à la Maison des Arts et un emploi. C'est à cette époque qu'il fit la connaissance d'intellectuels, dont la communiste Mariette Chaguinian (1888-1982) qui écrira des nouvelles sous le pseudonyme de Jim Dollar.
Grine connaît alors des années de production intense. Son roman Les Voiles écarlates publié en 1923 obtient un succès important, ainsi que Un monde brillant publié l'année suivante. 
Il écrit le premier chapitre de l'ouvrage collectif Les grands incendies (Большие пожары), un roman-feuilleton publié par le magazine Ogoniok en 1927. D'autres écrivains participent à l'écriture : Alexeï Novikov-Priboï, Leonid Leonov, Isaac Babel, Konstantin Fedine, Alexis Tolstoï, Mikhaïl Zochtchenko, Véra Inber, Lev Nikouline, Boris Lavrenev. Le roman ne sortira sous forme d'un livre qu'en 2009, avec la préface de Dmitri Bykov.
Il décide alors de s'établir en Crimée. Il passe l'été 1929 à Staryï Krym (littéralement la Vieille Crimée) écrivant Chère nulle part et s'y établit définitivement. Il avait enfin trouvé son port... Quant au public, il s'enthousiasmait pour les intrigues à rebondissements de ses romans peuplés de marins et pleins de voyages et d'aventures romanesques.
Il rendit visite à Maximilian Volochine en avril 1931 à Koktebel, où furent tournées des scènes du film Les Voiles écarlates. Il était gravement malade. Un chemin y est baptisé de son nom depuis lors. Il mourut l'année suivante.

## Œuvres

### Romans, récits et nouvelles
Date de parution du texte en russe suivie du titre français et, s'il y a lieu, du traducteur, de l'édition et de la date de parution en français
- 1906 : Le Service du soldat Panteleïev
- 1908 : Chapeau invisible
- 1917 : À pied vers la Révolution
- 1922 : Tendre Roman, récit
- 1923 : Les Voiles écarlates, nouvelle, traduit par Paul Lequesne, Lausanne, Éditions L'Âge d'Homme, coll. « Petite bibliothèque slave » no 4, 2001  (ISBN 2-8251-2025-1)
- 1924 : Le Monde étincelant, roman, traduit par Paul Lequesne, Lausanne, Éditions L'Âge d'Homme, coll. « Classiques slaves », 1993  (ISBN 2-8251-0371-3)
- 1924 : L'Attrapeur de rats, nouvelle, traduit par Paul Castaing, Lausanne, Éditions L'Âge d'Homme, coll. « Petite bibliothèque Slavica », 1972 (BNF 35226115) ; réédition, Lausanne, Éditions L'Âge d'Homme, coll. « Archipel slave » no 20, 2013  (ISBN 978-2-8251-4300-1) ; réédition, Paris, Éditions Noir sur Blanc, coll. « Bibliothèque de Dimitri », 2019  (ISBN 978-2-88250-575-0)
- 1925 : La Chaîne d'or, roman, traduit par Paul Lequesne, Lausanne, Éditions L'Âge d'Homme, coll. « Classiques slaves », 1994  (ISBN 2-8251-0609-7)
- 1925 : Le Trésor des monts africains, roman
- 1926 : Ma biographie, récit
- 1927 : À l'entour des lacs du centre, nouvelle
- 1928 : Celle qui court sur les vagues, roman, adapté du russe par Jacques Croisé et Armand Pierhal, Paris, Éditions Robert Laffont, coll. « Pavillons », 1959 (BNF 32196462) ou L'Écuyère des vagues, traduit par Marion Graf, Lausanne, Éditions L'Âge d'Homme, coll. « Classiques slaves », 1986 (BNF 34904562)
- 1929 : La Route pour nulle part, roman, traduit par Paul Lequesne, Lausanne, Éditions L'Âge d'Homme, coll. « Classiques slaves », 2002  (ISBN 2-8251-0855-3)
- 1929 : Jessie et Morgane, roman, traduit par Claude Frioux, Paris, L'Harmattan, 2008  (ISBN 978-2-296-05125-6) La traduction par Claude Frioux a remporté une mention spéciale au Prix Russophonie 2009
- 1932 : Nouvelle autobiographique, récit

### Recueils ou anthologies de nouvelles et récits parus en français
- Chercheur d'aventure et autres histoires extraordinaires, traduit par Paul Lequesne, Lausanne, L'Âge d'Homme, coll. « Classiques slaves », 1992  (ISBN 2-8251-0276-8)
- Les Aventures de Ginch, traduit par Catherine Perrel , Lausanne, L'Âge d'Homme, coll. « Classiques slaves », 1994  (ISBN 2-8251-0481-7)
- Sur terre et sur mer, suivi de 4 autres récits autobiographiques, traduit par Paul Lequesne, Lausanne, Éditions L'Âge d'Homme, coll. « Classiques slaves », 1996  (ISBN 2-8251-0745-X)
- L'Île empoisonnée, et autres nouvelles, traduit par Dominique Vérin, Paris, Éditions  l'Esprit des péninsules, coll. « Domaine russe », 1998  (ISBN 2-910435-38-5)
- Le Détroit des tempêtes, et autres nouvelles, traduit par Paul Lequesne, Lausanne, Éditions L'Âge d'Homme, coll. « Classiques slaves », 2003  (ISBN 2-8251-1731-5)

## Filmographie
Adaptations cinématographiques et télévisées :
- 1923 : Poslednyaya Stavka mistera Ennioka, film soviétique réalisé par Vladimir Gardine.
- 1958 : Akvarel, téléfilm soviétique réalisé par Otar Iosseliani
- La nouvelle Les Voiles écarlates a connu quatre adaptations : 
  - 1961 : Les Voiles écarlates (Алые паруса), film soviétique réalisé par Alexandre Ptouchko
  - 1982 : Assol, téléfilm soviétique réalisé par Boris Stepantsev
  - 2001 : Nachové plachty, film russe réalisé par Petr Forman et Miroslav Janek
  - 2022 : L'Envol (Le vele scarlatte) réalisé par Pietro Marcello
- Le roman L'Écuyère des vagues a connu deux adaptations :
  - 1967 : Celle qui court sur les vagues (Begushchaya po volnam), film soviéto-bulgare réalisé par Pavel Lioubimov
  - 2007 :  Celle qui court sur les vagues (Begushchaya po volnam), film russe réalisé par Valeri Pendrakovsky
- 1969 : The Lanfier Colony (Kolonie Lanfieri), film soviéto-tchécoslovaque réalisé par Jan Schmidt
- 1972 : Morgiana, film tchécoslovaque réalisé par Juraj Herz
- 1976 : Persécution (Izbavitelj), film serbo-croate réalisé par Krsto Papić
- 1983 : La Route pour nulle part, téléfilm soviétique réalisé par Tamara Pavliouchenko
- 1983 :  Celle qui court sur les vagues (Begushchaya po volnam), téléfilm soviétique réalisé par Tamara Pavliouchenko
- 1984 : Le Monde étincelant (Blistayushchiy mir), film soviétique réalisé par Boulat Mansourov
- 1988 : La Chaîne d'or (Zolotaya tsep), film soviétique réalisé par Alexandre Mouratov
- 1987 : Maître décorateur (Gospodin oformitel), film soviétique réalisé par Oleg Teptsov
- 1988 : Ottsa Gnev, court métrage soviétique pour la télévision soviétique réalisé par Igor Morozov
- 1992 : La Route pour nulle part (Doroga nikuda), film ukrainien réalisé par Alexandre Mouratov
- 1995 : Gelli et Nok, film ukrainien réalisé par Vadim Ilyenko

## Sources
- Traduction partielle de l'article Wikipedia en russe